# Nezbiše
Nezbiše – wieś w Słowenii, w gminie Podčetrtek. W 2018 roku liczyła 137 mieszkańców.